# Lochan Beinn Chaorach
Lochan Beinn Chaorach är en sjö i Storbritannien.   Den ligger i kommunen Highland och riksdelen Skottland, i den nordvästra delen av landet, 600 km nordväst om huvudstaden London. Lochan Beinn Chaorach ligger 294 meter över havet. Den ligger vid sjön Loch Ba.Omgivningarna runt Lochan Beinn Chaorach är i huvudsak ett öppet busklandskap.